# 可部線
可部線（日语：／ Kabe sen */?）是一條連結日本廣島縣廣島市西區的橫川站至同市安佐北區的安藝龜山站，屬於西日本旅客鐵道（JR西日本）的鐵路線（地方交通線）。

## 概要
此線為JR集團的地方交通線之中，每日平均搭車人次最多且為僅有兩條每日搭車人次超過1萬人次路線之一(另一條為JR北海道的札沼線)，2008年度達18,635人次。因此地方上爭取可部車站至河戶車站1.3公里間復站，已獲JR西日本同意並獲得國土交通省許可，原預定於2016年完工通車。因用地徵收問題延至2017年春季通車。
全線由廣島支社管轄，位於IC乘車卡「ICOCA」的岡山、廣島地域的廣島地區，所有車站根據JR的旅客營業規則都是特定都區市內制度的「廣島市內」車站。

## 路線資料

### 營業中的路段
※輸送量等的資料是橫川站－可部站間的數值。
- 管轄（事業類別）：西日本旅客鐵道（第一種鐵道事業者）
- 路線距離（營業距離）：15.6公里
- 軌距：1067毫米
- 站數：14個（包括起終點站）
  - 若只限屬於可部線的車站，排除屬於山陽本線的橫川站[4]則為13個。
- 複線路段：沒有（全線單線）
- 電氣化路段：全線（直流1500V）
- 閉塞方式：特殊自動閉塞式（軌道回路檢知式）
- 最高速度
  - 橫川站－可部站間：65公里/小時
  - 可部站－安藝龜山站間：45公里/小時
- 運轉指令所（日语：運転指令所）：廣島綜合指令所
- 平均通過人員（日语：輸送密度）
  - 1987年：11,361人[統計 1]
  - 2008年：18,635人[5]
  - 2013年：19,105人[統計 2]
  - 2014年：19,021人[統計 3]
  - 2015年：18,474人[統計 1]
  - 2016年：18,720人[統計 4]

### 廢除路段
包括可部站－安藝龜山站間相當路段。
- 管轄（事業類別）：西日本旅客鐵道（第一種鐵道事業者）
- 路線距離（營業距離）：46.2公里
- 軌距：1067毫米
- 站數：21個（可部站除外）
- 複線路段：沒有（全線單線）
- 電氣化路段：沒有（全線非電氣化）
- 閉塞方式：
  - 可部站－加計站間：特殊自動閉塞式
  - 加計站－三段峽站間：Staff閉塞式（至1992年3月為止是單線自動閉塞式）

## 運行形態
列車以廣島車站為起點運行，一部份列車直通至山陽本線、吳線方面。

## 歷史
可部線的現存區間是1936年將私鐵開業的區間國有化而來。1909年，同區間是大日本軌道廣島支社依輕便鐵道規格開業，中間歷經多次變更所有者，買收時的所有者是廣濱鐵道。
2003年，非電化區間的可部 - 三段峽間廢止。
2011年2月，JR西日本廣島分公司與廣島市政府達成初步共識，將恢復可部站起約2公里已廢線路段的營運，由廣島市與國家負擔大部份工程費用。
2017年3月4日，可部站起1.6公里區間整修工程竣工後恢復營運，並新設河戶帆待川站與安藝龜山兩座車站。此為JR集團於1987年成立後，第一個復駛的JR廢線。

## 車站列表

### 營業中的路段
為方便起見，所有列車直通的山陽本線廣島站－橫川站間車站一併記載。
- 所有車站都位於廣島縣廣島市，根據特定都區市內制度是「廣島市內」地域車站。
- 所有列車普通列車（停靠所有車站）
  - 吳線直通的快速列車在可部線內作為普通（各站停車）運行
- 軌道（可部線內全線單線） … ◇、∨、∧：可進行列車交會，｜：不可列車交會，∥：複線（山陽本線內）

| 路線名稱 | 車站編號   | 中文站名 | 日文站名 | 英文站名 | 站間營業距離 | 橫川起計 營業距離                            | 接續路線、備註                                                                    | 軌道     | 所在地 |
| -------- | ---------- | -------- | -------- | -------- | ------------ | -------------------------------------------- | --------------------------------------------------------------------------------- | -------- | ------ |
| 山陽本線 | JR-B01     | 廣島     |          |          | -            | 3.0                                          | 西日本旅客鐵道： 山陽新幹線、 山陽本線（瀨野方向）、 吳線、 藝備線 廣島電鐵：本線 | ∥        | 南區   |
| 山陽本線 | JR-B02     | 新白島   |          |          | 1.8          | 1.2                                          | 廣島高速交通：廣島新交通1號線（Astram Line）                                      | ∥        | 中區   |
| 山陽本線 | JR-B03     | 橫川     |          |          | 1.2          | 0.0                                          | 西日本旅客鐵道： 山陽本線（岩國方向） 廣島電鐵：橫川線                            | ∨        | 西區   |
| 可部線   | JR-B03     | 橫川     |          |          | 1.2          | 0.0                                          | 西日本旅客鐵道： 山陽本線（岩國方向） 廣島電鐵：橫川線                            | ∨        | 西區   |
| JR-B04   | 三瀧       |          |          | 1.1      | 1.1          |                                              | ◇                                                                                 |          | 西區   |
| JR-B05   | 安藝長束   |          |          | 1.5      | 2.6          |                                              | ◇                                                                                 | 安佐南區 |        |
| JR-B06   | 下祇園     |          |          | 1.3      | 3.9          |                                              | ◇                                                                                 | 安佐南區 |        |
| JR-B07   | 古市橋     |          |          | 1.4      | 5.3          |                                              | ◇                                                                                 | 安佐南區 |        |
| JR-B08   | 大町       |          |          | 1.2      | 6.5          | 廣島高速交通：廣島新交通1號線（Astram Line） | ｜                                                                                | 安佐南區 |        |
| JR-B09   | 綠井       |          |          | 0.8      | 7.3          |                                              | ◇                                                                                 | 安佐南區 |        |
| JR-B10   | 七軒茶屋   |          |          | 0.7      | 8.0          |                                              | ｜                                                                                | 安佐南區 |        |
| JR-B11   | 梅林       |          |          | 1.6      | 9.6          |                                              | ◇                                                                                 | 安佐南區 |        |
| JR-B12   | 上八木     |          |          | 1.6      | 11.2         |                                              | ｜                                                                                | 安佐南區 |        |
| JR-B13   | 中島       |          |          | 1.4      | 12.6         |                                              | ｜                                                                                | 安佐北區 |        |
| JR-B14   | 可部       |          |          | 1.4      | 14.0         |                                              | ◇                                                                                 | 安佐北區 |        |
| JR-B15   | 河戶帆待川 |          |          | 0.8      | 14.8         |                                              | ｜                                                                                | 安佐北區 |        |
| JR-B16   | 安藝龜山   |          |          | 0.8      | 15.6         |                                              | ∧                                                                                 | 安佐北區 |        |

1. ↑  吳線的正式終點是山陽本線海田市站，運行系統上直通至廣島站

#### 廢站
廢除路段車站參見後節。（）內是橫川站起計的營業距離
- 1943年廢除
  - 新庄橋站：三瀧站－安藝長束站間（1.8）
  - 安藝山本站：安藝長束站－下祇園站間（3.3）
  - 祇園站：下祇園站－古市橋站間（4.4）
  - 安站：大町站附近（6.7）
  - 七軒屋站：七軒茶屋站－梅林站間（8.9）
  - 中八木站：梅林站－上八木站間（10.9）
- 1943年以前廢除
  - 松原停留場：三瀧站附近、1928年廢除
  - 古市停留場：古市橋站－綠井站間、1929年廢除
  - 大田川橋東詰停留場：上八木站－中島站間、1933年廢除

### 廢除路段
所在地的自治體名以廢除時為準。所有車站都位於廣島縣。加計町、筒賀村、戶河內町是現在的安藝太田町的一部分，湯來町是現在的廣島市佐伯區的一部分。
顯示的車站是根據特定都區市內制度「廣島市內」地域車站。
- 軌道（此路段全線單線） … ◇：可進行列車交會，｜：不可進行列車交會

| 中文站名 | 日文站名 | 英文站名 | 站間營業距離 | 橫川起計 營業距離 | 軌道 | 所在地         |
| -------- | -------- | -------- | ------------ | ----------------- | ---- | -------------- |
| 可部     |          |          | -            | 14.0              | ◇    | 廣島市安佐北區 |
| 河戶     |          |          | 1.3          | 15.3              | ｜   | 廣島市安佐北區 |
| 今井田   |          |          | 2.4          | 17.7              | ｜   | 廣島市安佐北區 |
| 安藝龜山 |          |          | 2.9          | 20.6              | ｜   | 廣島市安佐北區 |
| 毛木     |          |          | 2.8          | 23.4              | ｜   | 廣島市安佐北區 |
| 安藝飯室 |          |          | 1.7          | 25.1              | ◇    | 廣島市安佐北區 |
| 布       |          |          | 2.4          | 27.5              | ｜   | 廣島市安佐北區 |
| 小河內   |          |          | 2.1          | 29.6              | ｜   | 廣島市安佐北區 |
| 安野     |          |          | 2.5          | 32.1              | ｜   | 山縣郡加計町   |
| 水內     |          |          | 4.1          | 36.2              | ｜   | 佐伯郡湯來町   |
| 坪野     |          |          | 1.4          | 37.6              | ｜   | 山縣郡加計町   |
| 田之尻   |          |          | 3.0          | 40.6              | ｜   | 山縣郡筒賀村   |
| 津浪     |          |          | 1.9          | 42.5              | ｜   | 山縣郡加計町   |
| 香草     |          |          | 1.9          | 44.4              | ｜   | 山縣郡加計町   |
| 加計     |          |          | 1.6          | 46.0              | ◇    | 山縣郡加計町   |
| 木坂     |          |          | 1.9          | 47.9              | ｜   | 山縣郡加計町   |
| 殿賀     |          |          | 2.1          | 50.0              | ｜   | 山縣郡加計町   |
| 上殿     |          |          | 2.0          | 52.0              | ｜   | 山縣郡戶河內町 |
| 向賀     |          |          | 2.1          | 54.1              | ｜   | 山縣郡筒賀村   |
| 土居     |          |          | 2.1          | 56.2              | ｜   | 山縣郡戶河內町 |
| 戶河內   |          |          | 1.1          | 57.3              | ｜   | 山縣郡戶河內町 |
| 三段峽   |          |          | 2.9          | 60.2              | ｜   | 山縣郡戶河內町 |

## 脚注
1. ↑  沿線人口が鉄道の輸送量に及ぼす影響と各路線の集客能力の指標PDF p.3 - 高知工科大学工学部社会システム工学科 三好佑治。なお、2位の武豐線（JR東海）は約9,156人である。
2. ↑  JR可部線の電化延伸について （页面存档备份，存于） - 西日本旅客鉄道プレスリリース、2013年2月4日
3. ↑  可部線電化延伸事業について「鉄道事業許可」を取得しました （页面存档备份，存于） - 西日本旅客鉄道プレスリリース、2014年2月25日
4. ↑  『停車場変遷大事典 国鉄・JR編』JTB、1998年。ISBN 978-4-533-02980-6。
5. ↑  工学部社会システム工学科 三好佑治.  (PDF). 高知工科大学.   [2020-05-08]. （原始内容 (PDF)存档于2014-08-21）.
6. ↑  中国新聞 日刊 2011年2月17日5面『可部線一部電化復活 「広島市と早期合意へ」 JR西支社長、調整前向き』
7. ↑   (PDF).   [2017-05-03]. （原始内容存档 (PDF)于2016-12-16）.

## 關連項目
- 廣島都市網路